# Elizabeth Wilkinson
Elizabeth Wilkinson från Clerkenwell, även kallad Elizabeth Stokes, var en engelsk boxare, aktiv mellan 1722 och 1728. Hon har kallats för den första kvinnliga boxaren. Hon var berömd på sin tid, och hennes match mot Hannah Hyfield i Newgate Market i London i juni 1722 har kallats för inledningen till den kvinnliga boxningssporten. 
Elizabeth Wilkinsons födelseår och bakgrund är okända, och det råder oklarhet om Wilkinsson var hennes rätta namn. Hon var gift med boxaren James Stokes, och paret deltog ofta i gemensamma matcher, där hon mötte en kvinnlig utmanare och maken en manlig. Hon var kompanjon med boxaren James Figg och deltog ofta i hans turnéer. Under denna tid associerades slagsmål mellan kvinnor med de arrangerade offentliga slagsmål mellan prostituerade som ibland förekom inför publik; dessa slogs då barbröstade. Wilkinson och hennes utmanare slogs fullt påklädda och etablerade boxning som en seriös idrottsgren för kvinnor. Elizabeth Wilkinson var en populär idrottare under 1720-talet och påstods aldrig ha förlorat en match. Hon var omtyckt för sitt underhållande prat i matchpauserna. Hon agerade också instruktör. Elizabeth Wilkinson försvinner ur dokumenten då hennes karriär efter 1728 tycks ha avslutats. 